# 鲍勃·麦卡洛

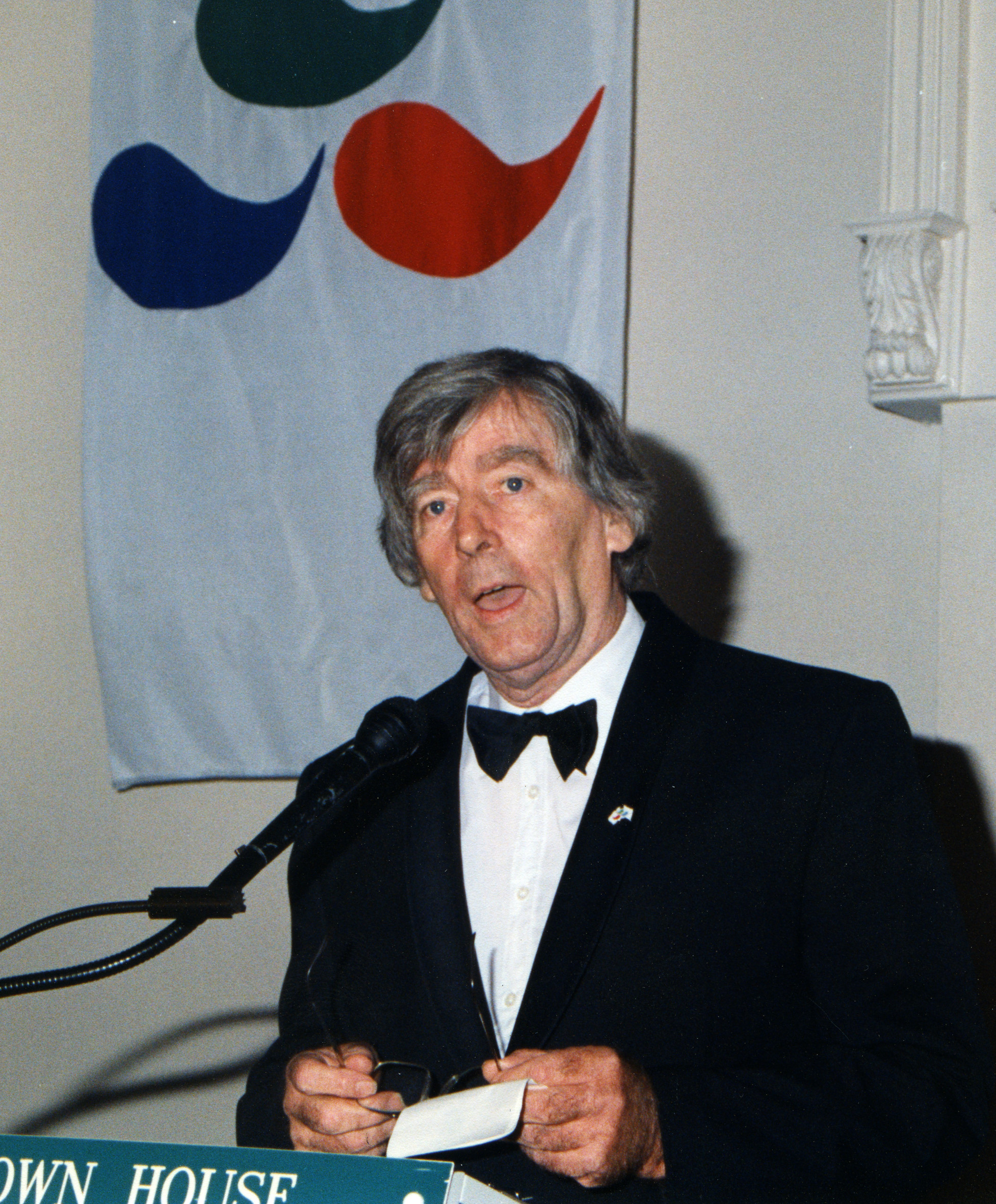
1994年，鲍勃·麦卡洛在澳大利亚残奥年度人物颁奖仪式上

罗伯特·鲍勃·麦卡洛（1931年—2017年1月9日），是一名澳大利亚残疾人体育领域官员。
他曾担任澳大利亚残奥会和国际斯托克·曼德维尔轮椅体育管理机构的主席。麦卡洛于2017年1月9日在澳大利亚去世。